# 前田陳爾
前田 陳爾（まえだ のぶあき、1907年11月22日 - 1975年7月3日）は、囲碁の棋士。兵庫県出身、日本棋院所属、九段、本因坊秀哉門下。詰碁創作の大家として知られ、「詰碁の神様」と称される。1947年囲碁新社結成。棋風は接近戦を得意とする力戦型で「攻めの前田」とも言われる。第1期王座戦準優勝、第1期最高位戦リーグ3位など。随筆での毒舌でも知られた。

## 経歴

### 坊門の新進棋士
兵庫県揖保郡新宮町（現たつの市）に生まれる。10歳頃に囲碁を始め、1920年に神戸に在住していた鳥居鍋次郎三段に師事、続いて久保松勝喜代五段に入門。1922年に久保松の推薦により、上京して本因坊秀哉の内弟子となる。中央棋院及び若手棋士の研究会である六華会に所属。1924年の日本棋院設立に先立って初段を許されたが、この時は免状など無く、兄弟弟子の高橋俊光、村島誼紀とともに秀哉から「これからは初段で打っていいぞ」と言われただけという。大手合が東西対抗形式となった1927年の前期甲組で、初戦で瀬越憲作六段に勝ったのを始めとして6勝2敗で優勝して四段に進む。この頃、木谷実の「怪童丸」と並んで、「鬼童丸（奇童丸）」「彗星児」と呼ばれる。
院社対抗戦では野沢竹朝に先番で敗退。1933年の日本囲碁選手権手合では2回戦で橋本宇太郎に敗れる。この優勝者呉清源と本因坊秀哉の対局において、12回目の打ちかけの後の1934年1月22日に秀哉の打った160手目の妙手について、打ち掛けの間に前田が発見した手であるという噂が流れた。これは本因坊一門での研究の際に発見したのは事実と思われるが、それを秀哉に進言することはなく、秀哉自身も打ち掛け前に気付いていたとされている。しかし戦後1948年の呉清源と本因坊薫和の十番碁の際、読売新聞紙上での瀬越憲作と加藤信の対談において、瀬越の「（あの160の手は）前田という男が考えた」という酒席での発言が掲載されてしまい、当時日本棋院理事長だった瀬越は理事長を辞任するという事件に至った。

### 棋歴
秀哉の引退碁の対戦相手を決める1937年の決定戦では、六段トーナメントを勝ち抜き七段陣とのリーグ戦に出場する。続いて1939年からの第1期本因坊戦では、六段級予選を勝ち抜き、最終トーナメントに出場したが4位となる。
1942年結婚。1945年に戦災に遭って岩手県平泉に疎開したが、そこで再度戦火に遭い、一関市に移る。その後台風による水害に遭って1949年から宮城県仙台市に移り、1952年に帰京するまで手合の度に上京していた。この間の1947年10月から51年まで月刊囲碁雑誌「東北棋苑」の編集、発行に携わった。
1947年に前田陳爾、坂田栄男、梶原武雄、山部俊郎、桑原宗久、塩入逸造、児玉国男、石毛嘉久夫の8棋士で、日本棋院を脱退して囲碁新社を結成する。1949年に日本棋院に復帰。
1950年に呉清源対高段者総当り十番碁に出場し、先相先の白番で敗れたが、ナダレ定石の新手で中盤まで優勢に立って話題となった（後述）。1953年の第1期王座戦ではトーナメント決勝まで進み、橋本宇太郎に敗れ準優勝。1955年、第1期最高位戦リーグに参加し、4勝3敗1ジゴで3位となる。1956年に呉清原と三番碁で、先相先で1勝2敗。1956年八段、1963年九段。1960-61年本因坊リーグ入り。1969年名人リーグ入り。
1975年、心不全により死去。門下に工藤紀夫、大枝雄介など。また囲碁新社事件をきっかけに塩入逸造四段が弟子入りした。対呉清源戦の戦績は34局で11勝22敗1ジゴ。1965年王座戦3次予選の対春山勇五段戦での、33手まで中押勝は最短手数記録として残っている。
趣味は俳句で、俳号は炯子、日本棋院の俳句の会「たちばな句会」のメンバーでもあった。得意の歌は「熱海ブルース」。終生和服で過した。
その他の棋歴
- 日本棋院最高段者トーナメント戦 準優勝 1958年
- 大手合優勝3回
- 名人戦(旧)リーグ1期（8期）、本因坊戦リーグ3期(1，15-16期）

### 詰碁
詰碁は1日1題は作っていたといい、新しい筋を重視する詰碁論は詰碁作家に影響を与えた。古作の模倣や焼き直しでなく、筋が新しく優秀であり、石の形に無駄がなく引き締まったスタイルがよい、というものである。
詰碁集の刊行及び雑誌での解説記事も多い。主な記事としては以下がある。
- 「詰碁研究室」（「囲碁クラブ」1956年6月〜1957年8月号）
- 「新春特別付録・詰碁名作選」（「囲碁クラブ」1957年1月号）
- 「詰碁の広場」（「囲碁クラブ」1957年9月〜1958年8月号）
- 工藤紀夫「なつかしの前田詰碁」（「棋道」1994年1〜12月号）

昭和47年に『棋道』誌に連載したエッセー（『詰碁の神様　前田陳爾傑作集2』に再録）での「詰碁名作ベストテン」では、前田自身を歴代の詰碁作者に混ぜて第十位においた。
かつて趙治勲は『前田詰碁集』3巻と自身の『基本死活事典 上』を必ず弟子達に持たしていると述べている。

### 文筆活動
日本棋院編集理事を数年間務め、毎日新聞で観戦記を担当、その他『棋道』『圍碁』誌記事掲載多数。句読点、改行の少ない独特の文体で、新聞掲載時に改稿されてしまうので観戦記者を辞したこともあった。1972年には「棋道」で「ベストテンシリーズ」を連載、テーマはハメ手、手筋、見損じ、コウ、無筋、新手、ヨセ、格言、捨て石、布石、詰め碁、名言の12。「観ざる観戦記」が議論を巻き起こしたこともあった。「棋道」での段位認定試験の問題作成にもあたった。
語録として、「ある日翻然と碁に悟るところがあったと思ったら、次の日はめちゃめちゃにやられた。結局は碁は強い奴が勝つ」などシニカルな発言が多く、口癖は「わからん」「ま、どうでもいいけどさ」であった。
また、囲碁の術語として「隅の魔性」「陣笠」「梅鉢に負け無し」「隅の魔性」「亀の甲の尻尾つき」「ラッパツギ」「辺の一合マス」「ペンチャン」「稲妻型」「ポン抜き」「インコー」などをうんだ。他に、藤沢朋斎の新進のころを「ピストン藤沢」、本因坊位を連覇していたころの高川格を「たぬき」とあだ名した。

### 代表局
呉清源高段者総当り十番碁の第8局、前田が先相先白番で挑んだ一局。右下隅でナダレ形となったが、黒1とカケツいだときに白2とツケたのが作戦。黒15まで進行したとき、左上のカカリ一本でシチョウ有利となっているのを見越して白16とカケて、黒の動きを不自由にし白有利のワカレとなった。終盤白の失着で逆転負けしたが、当時天下無敵の呉清源をハメたとして話題になった。
|  |  |  |  |  |  |  |  |  |  |  |  |  |  |  |  |  |  |  |
|  |  |  |  |  |  |  |  |  |  |  |  |  |  |  |  |  |  |  |
|  |  |  |  |  |  |  |  |  |  |  |  |  |  |  |  |  |  |  |
|  |  |  |  |  |  |  |  |  |  |  |  |  |  |  |  |  |  |  |
|  |  |  |  |  |  |  |  |  |  |  |  |  |  |  |  |  |  |  |
|  |  |  |  |  |  |  |  |  |  |  |  |  |  |  |  |  |  |  |
|  |  |  |  |  |  |  |  |  |  |  |  |  |  |  |  |  |  |  |
|  |  |  |  |  |  |  |  |  |  |  |  |  |  |  |  |  |  |  |
|  |  |  |  |  |  |  |  |  |  |  |  |  |  |  |  |  |  |  |
|  |  |  |  |  |  |  |  |  |  |  |  |  |  |  |  |  |  |  |
|  |  |  |  |  |  |  |  |  |  |  |  |  |  |  |  |  |  |  |
|  |  |  |  |  |  |  |  |  |  |  |  |  |  |  |  |  |  |  |
|  |  |  |  |  |  |  |  |  |  |  |  |  |  |  |  |  |  |  |
|  |  |  |  |  |  |  |  |  |  |  |  |  |  |  |  |  |  |  |
|  |  |  |  |  |  |  |  |  |  |  |  |  |  |  |  |  |  |  |
|  |  |  |  |  |  |  |  |  |  |  |  |  |  |  |  |  |  |  |
|  |  |  |  |  |  |  |  |  |  |  |  |  |  |  |  |  |  |  |
|  |  |  |  |  |  |  |  |  |  |  |  |  |  |  |  |  |  |  |
|  |  |  |  |  |  |  |  |  |  |  |  |  |  |  |  |  |  |  |

## 著作
<詰碁>
- 『前田詰碁集』あおぎり社 1952年
- 『新選詰碁百題 』大阪屋号書店　1952年（集文館　1972年）
- 『新選詰碁百題　続 』大阪屋号書店　1953年（集文館　1972年）
- 『攻合と死活この一手 』実業之日本社　1957年
- 『新選前田詰碁集』誠文堂新光社 1959年
- 『ポケット詰碁百題 』大阪屋号書店 1959年（集文館　1972年）
- 『活かすも殺すもこの一手』誠文堂新光社　1965年
- 『前田初級詰碁』（実力囲碁新書）東京創元社 1965年
- 『前田中級詰碁』（実力囲碁新書）東京創元社 1965年
- 『前田上級詰碁』（実力囲碁新書）東京創元社 1966年　(復刊2008年)
- 『痛快　前田の詰碁』（別冊囲碁クラブ7）1976年
- 『詰碁の神様 前田陳爾傑作集 (1)(2)』（村上明編）平凡社 1980年
- 『100万人の詰碁1 前田陳爾』（選題と鑑賞：大枝雄介、解説：恩田烈彦）講談社 1983年
- 『右脳を刺激する痛快詰碁傑作選 前田陳爾九段創作集』（New別冊囲碁クラブ38）1995年

＜その他＞
- 『打込と応け方ー中盤の秘訣ー』三省堂　1932年
- 『圍棋真諦 本因坊家秘伝』誠文堂 1934年（村島誼紀、高橋重行と共著）
- 『打ち込み読本　日本棋院の中級シリーズ 5』日本棋院　1966年
- 『碁のことば碁のこころ』至誠堂 1966年（随筆集）
- 『ハメ手入門』（ゴ・スーパーブックス3）日本棋院
- 『次の妙手』（ゴ・スーパーブックス13）日本棋院　1971年
- 『置碁辞典』誠文堂新光社　1973年
- 『キル・切る・斬る　切方のすべて』誠文堂新光社　1973年
- 『別冊囲碁クラブNO2　碁の古典名品集 』（監修）1977年
- 『置碁検討録 (上)(下)』誠文堂新光社 1978年（復刊2004年）
- 『前田陳爾・宮下秀洋 (現代囲碁大系10)』講談社 1982年

## 注記
1. ↑  呉清源師の生涯の一局その四
2. ↑  前田陳爾『碁のことば碁のこころ』（至誠堂）P.164
3. ↑  前田陳爾『碁のことば碁のこころ』（至誠堂）P.164